# Swampomyces triseptatus
Swampomyces triseptatus är en svampart som beskrevs av K.D. Hyde & Nakagiri 1992. Swampomyces triseptatus ingår i släktet Swampomyces, klassen Sordariomycetes, divisionen sporsäcksvampar och riket svampar.   Inga underarter finns listade i Catalogue of Life.